# Eric Bokanga
Eric Bokanga Musau (Kinshasa, 9 ottobre 1988) è un ex calciatore congolese (Repubblica Democratica del Congo), di ruolo attaccante.